# Helena Ekholm
Hanna Helena Ekholm, geborene Jonsson [ˈjunːson] (* 6. September 1984 in Helgum, Gemeinde Sollefteå) ist eine ehemalige schwedische Biathletin.

## Leben und Karriere
Helena Ekholm debütierte 2005 in Östersund bei einem Staffelrennen (15.) im Biathlon-Weltcup. Beim folgenden Weltcup in Hochfilzen bestritt sie ihr erstes Einzelrennen (41.). Im Frühjahr 2006 nahm sie an der Mixed-Weltmeisterschaft in Pokljuka teil und wurde Sechste. Nachdem sie in ihrer ersten Saison über einen 16. Rang nicht hinauskam, begann die folgende Saison recht erfolgreich für sie. Beim dritten Saisonweltcup in Hochfilzen kam sie im Einzel auf einen vierten und im Sprint auf einen achten Platz. Auch in der Staffel wurde sie mit der schwedischen Mannschaft Vierte. Bei den Biathlon-Weltmeisterschaften 2007 in Antholz setzte sie ihren Aufwärtstrend fort und belegte im Sprint ebenfalls einen vierten Platz. Als Höhepunkt gewann sie mit der Mixed-Staffel Schwedens die Goldmedaille. Ihren ersten Weltcupsieg feierte sie im letzten Rennen der Saison 2006/07, einem Massenstartrennen in Chanty-Mansijsk.
Zum Weltcup-Auftakt der Saison 2008/09 konnte Helena Ekholm vor eigenem Publikum in Östersund mit einem fehlerfreien Schießen ihren zweiten Einzelweltcuperfolg und den ersten im Einzelwettbewerb einfahren. Beim Verfolgungswettbewerb der Biathlon-Weltmeisterschaften 2009 konnte sie, von Platz fünf aus gestartet, durch gute Schießleistungen den Weltmeistertitel erringen, zudem gewann sie Silber mit der Mixed-Staffel und Bronze im Massenstart. Nach dem Sprintrennen beim Weltcup in Vancouver eroberte sie mit ihrem vierten Saisonsieg das Gelbe Trikot der Weltcup-Gesamtführenden. Die Saison krönte sie schließlich mit dem Gewinn des Gesamtweltcups. Obwohl sie punktgleich mit der Deutschen Kati Wilhelm an erster Stelle lag, ging der Gesamtweltcupsieg aufgrund der höheren Anzahl an Saisonsiegen an Ekholm. Zusätzlich holte sich die Schwedin in dieser Saison auch den Sprint- und Massenstartweltcup. 2010 nahm Ekholm an den Olympischen Winterspielen in Vancouver teil. Ihr bestes Resultat war ein zehnter Platz im Massenstart. Mit der Staffel belegte sie Rang fünf. Im Weltcup startete sie furios, gewann neben dem ersten Saisonrennen, einem Einzel in Östersund, weitere zwei der ersten fünf Saisonrennen. Doch hielt sie dieses Niveau nicht über die ganze Saison durch und musste sich am Ende Magdalena Neuner und Simone Hauswald geschlagen geben und wurde Dritte. Nach der Saison 2011/12 beendete Helena Ekholm ihre Laufbahn.
Helena Ekholm ist seit dem 17. Juli 2010 mit dem schwedischen Biathleten David Ekholm verheiratet. Sie hat drei jüngere Geschwister, Jenny Jonsson, Malin Jonsson und Mattias Jonsson, die alle ebenfalls im Biathlon aktiv sind.
Ekholm ist Botschafterin des Vereins Athletes for Ukraine.

## Sportliche Erfolge

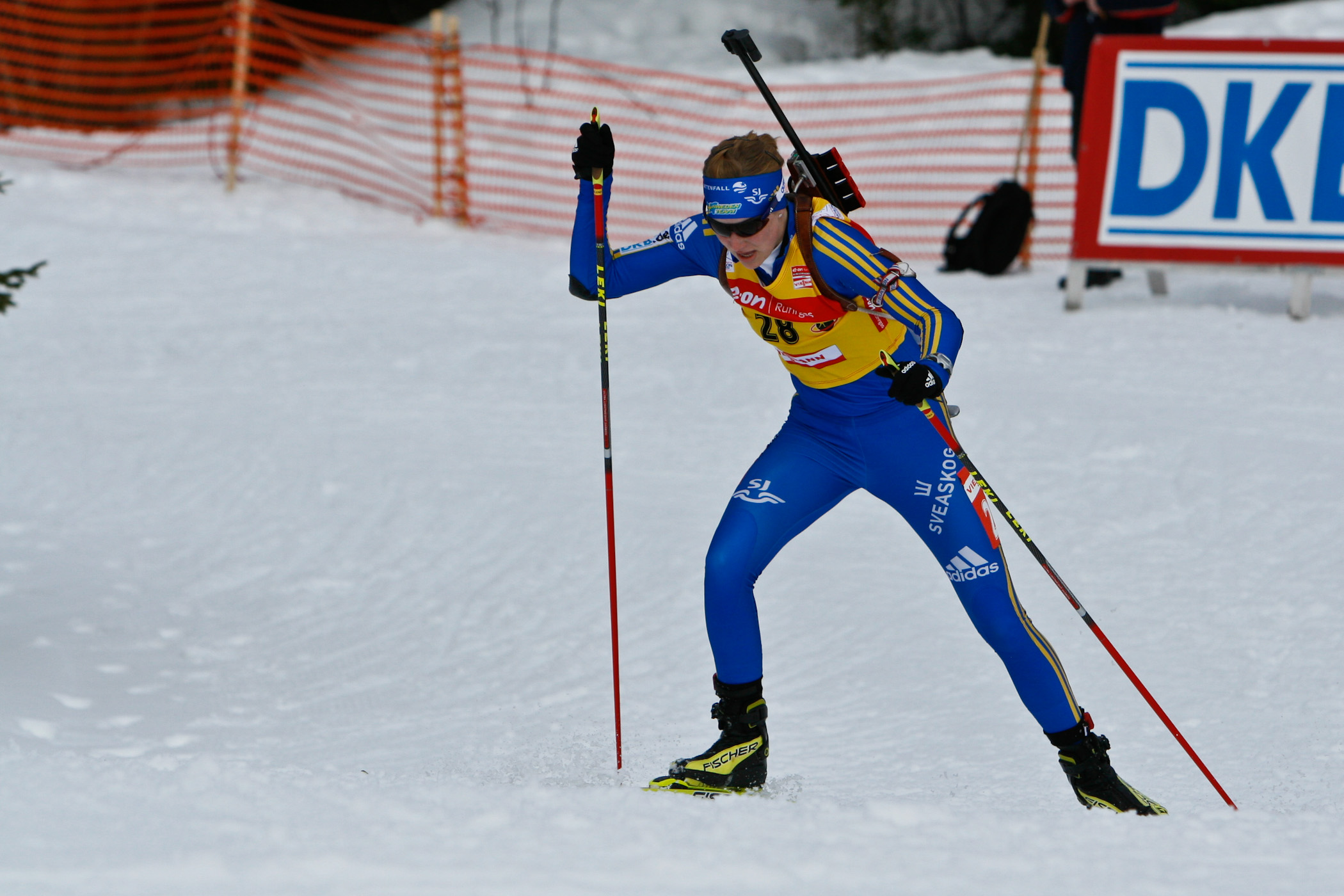
Helena Ekholm in Trondheim, März 2009

Einzelweltcupsiege
| Datum             | Ort             | Disziplin                  |
| ----------------- | --------------- | -------------------------- |
| 18. März 2007     | Chanty-Mansijsk | 12,5 km Massenstart        |
| 4. Dezember 2008  | Östersund       | 15 km Einzel               |
| 25. Januar 2009   | Antholz         | 12,5 km Massenstart        |
| 15. Februar 2009  | Pyeongchang     | 10 km Verfolgung (WM 2009) |
| 13. März 2009     | Vancouver       | 7,5 km Sprint              |
| 2. Dezember 2009  | Östersund       | 15 km Einzel               |
| 12. Dezember 2009 | Hochfilzen      | 10 km Verfolgung           |
| 17. Dezember 2009 | Pokljuka        | 15 km Einzel               |
| 16. Januar 2010   | Ruhpolding      | 12,5 km Massenstart        |
| 12. Dezember 2010 | Hochfilzen      | 10 km Verfolgung           |
| 9. Januar 2011    | Oberhof         | 12,5 km Massenstart        |
| 4. Februar 2011   | Presque Isle    | 7,5 km Sprint              |
| 9. März 2011      | Chanty-Mansijsk | 15 km Einzel (WM 2011)     |

Staffelweltcupsiege
| Datum             | Ort        | Disziplin               |
| ----------------- | ---------- | ----------------------- |
| 7. Februar 2007   | Antholz    | Mixed-Staffel (WM 2007) |
| 15. Januar 2010   | Ruhpolding | Staffel                 |
| 19. Dezember 2010 | Pokljuka   | Mixed-Staffel           |
| 6. Januar 2011    | Oberhof    | Staffel                 |

Biathlon-Weltcup-Platzierungen
Die Tabelle zeigt alle Platzierungen (je nach Austragungsjahr einschließlich Olympische Spiele und Weltmeisterschaften).
- 1.–3. Platz: Anzahl der Podiumsplatzierungen
- Top 10: Anzahl der Platzierungen unter den ersten zehn (einschließlich Podium)
- Punkteränge: Anzahl der Platzierungen innerhalb der Punkteränge (einschließlich Podium und Top 10)
- Starts: Anzahl gelaufener Rennen in der jeweiligen Disziplin
- Staffel: inklusive Mixed- und Single-Mixed-Staffeln

| Platzierung | Einzel | Sprint | Verfolgung | Massenstart | Staffel | Gesamt |
| ----------- | ------ | ------ | ---------- | ----------- | ------- | ------ |
| 1. Platz    | 4      | 2      | 3          | 4           | 4       | 17     |
| 2. Platz    | 1      | 5      | 2          | 2           | 3       | 13     |
| 3. Platz    | 3      | 3      | 2          | 2           | 3       | 13     |
| Top 10      | 13     | 30     | 18         | 21          | 35      | 117    |
| Punkteränge | 20     | 56     | 42         | 29          | 38      | 185    |
| Starts      | 23     | 61     | 45         | 30          | 38      | 197    |

## Auszeichnungen
- 2009 – Victoria Award (Sport-Award in Schweden)[3]
- 2009 – Bragdguldet (Auszeichnung der Tageszeitung Svenska Dagbladet)[4]
- 2009 – Radiosportens Jerringpris (Publikumspreis in Schweden)[5]